# Hylaeus extrinsecus
Hylaeus extrinsecus är en biart som beskrevs av Roy R. Snelling 1982. Hylaeus extrinsecus ingår i släktet citronbin, och familjen korttungebin. Inga underarter finns listade i Catalogue of Life.